# Björn Nyström
Björn Nyström, Nysse, född 1957, är en svensk musiker (gitarrist) från Stockholm. I mitten av 1970-talet spelade han i proggmusikgruppen Råg i ryggen för att sedan övergå till Strix Q då de bildades 1978. Strix, (Uggla på latin) som bandet hette från början, bildades efter höstturnén 1977 med Magnus Uggla, som ett kompband till Uggla. Ugglas Skivbolag CBS skulle ta fram en ny artist fyra gånger om året, helst varannan månad, och CBS föreslog efter sista spelningen på Dads Dancehall i Köpenhamn att bandet skulle gå solo. Dante Holmberg och Nyström skrev låtar och man kom på att man skulle göra några covers också, CBS hade som krav att bandet skulle spela in Ugglas Sommartid i den Rock'n Roll-version man hade spelat på turnén 1977. Uggla skulle producera, vilket han gjorde under pseudonym, övriga covers på plattan var The Turtles Happy Together (Fulla Tillsammans) och The Moves klassiker Blackberry Way (Hem Till Stockholm Igen). Strix Q blev bandnamnet efter en konflikt med dansbandet Strax som hade rättigheterna till sitt namn. Strix Q gjorde fyra album, 1978 – "Strix Q", 1979 – "Capitol City", 1981 – "La la la" 1982 – "Äventyrens År", 1989 – Best of Strix Q samlingsalbum som Nyström och Janne Askelind satte ihop och namnet på CD:n skulle vara "Allting Nu Hört Är Sant". CBS tyckte annorlunda och döpte CD:n till "Best Of".
1983 splittrades Strix Q efter att Nyström tröttnat och blivit erbjuden att börja spela med Uggla igen. 1984 försökte Nyström sig på en solokarriär och Uggla producerade då singeln Jag vill ha mycke' pengar och En liten grej där Nyström sjöng duett med Vicki Benckert. Han har även spelat med Pugh Rogefeldt och Staffan Birkenfalk. Med Birkenfalk har Nyström även gruppen Good Clean Fun. 2007 återuppväckte man gruppen Strix Q under namnet strixq.nu.
Nyström är gift och har två barn.
Parallellt med sin musikaliska karriär driver Nyström ett företag.

## Diskografi
"Strix Q" 1978
"Capitol City" 1979
"Lalala" 1981
"Äventyrens År" 1982
"Jag vill ha mycke' pengar" 1984